# Dragana Tomašević
Dragana Tomašević (serbisch-kyrillisch Драгана Томашевић; * 4. Juni 1982 in Sremska Mitrovica, Vojvodina, SR Serbien, SFR Jugoslawien) ist eine serbische Leichtathletin, die sich auf den Diskuswurf spezialisiert hat.

## Sportliche Laufbahn
Erste Erfahrungen bei internationalen Meisterschaften sammelte Dragana Tomašević im Jahr 2001, als sie bei den Junioreneuropameisterschaften in Grosseto mit einer Weite von 48,53 m den zehnten Platz für Jugoslawien belegte. 2003 erreichte sie bei den U23-Europameisterschaften in Bydgoszcz mit 51,27 m Rang elf für Serbien und Montenegro und im Jahr darauf nahm sie erstmals an den Olympischen Sommerspielen in Athen teil und schied dort mit 54,44 m in der Qualifikationsrunde. 2005 übertraf sie erstmals die 60-Meter-Marke und siegte Anfang Juli bei den Mittelmeerspielen in Almería mit einem Wurf auf 62,10 m. Anschließend siegte sie mit 62,43 m auch bei den Balkan-Meisterschaften in Novi Sad und belegte dann bei den Weltmeisterschaften in Helsinki mit 60,56 m im Finale den siebten Platz. Daraufhin nahm sie erstmals an der Sommer-Universiade in Izmir teil und gewann dort mit einer Weite von 59,92 m die Bronzemedaille hinter der Polin Wioletta Potępa und Song Aimin aus China.
Nach der Auflösung von Serbien und Montenegro startet sie seit 2006 für Serbien und startete sogleich bei den Europameisterschaften im schwedischen Göteborg und klassierte sich dort mit 62,20 m auf dem achten Platz und stellte in der Qualifikation mit 63,63 m einen serbischen Landesrekord auf. Im Jahr darauf siegte sie mit 56,74 m bei den Balkan-Meisterschaften in Sofia und anschließend gewann sie bei den Studentenweltspielen in Bangkok mit einem Wurf auf 56,82 m erneut die Bronzemedaille, diesmal hinter der Kubanerin Yarelys Barrios und Dani Stevens aus Australien. Daraufhin scheiterte sie bei den Weltmeisterschaften in Osaka mit 57,96 m in der Qualifikationsrunde. 2008 qualifizierte sie sich erneut für die Teilnahme an den Olympischen Sommerspielen in Peking, verpasste aber mit 60,19 m erneut den Finaleinzug. Ein Jahr später gewann sie bei den Mittelmeerspielen in Pescara mit 58,73 m die Bronzemedaille hinter der Französin Mélina Robert-Michon und Vera Begić aus Kroatien. Anschließend erreichte sie bei der Sommer-Universiade im heimischen Belgrad mit 54,44 m den zehnten Platz und schied dann bei den Weltmeisterschaften in Berlin mit 59,38 m in der Qualifikationsrunde aus. Im Jahr darauf klassierte sie sich dann bei den Europameisterschaften in Barcelona mit einer Weite von 60,10 m den sechsten Platz.
2011 siegte sie mit 61,95 m bei den Balkan-Meisterschaften in Sliwen und anschließend belegte sie bei den Weltmeisterschaften im südkoreanischen Daegu mit 62,48 m im Finale den siebten Platz. Im Jahr darauf wurde sie bei den Europameisterschaften in Helsinki mit 58,34 m Neunte und anschließend verpasste sie bei den Olympischen Sommerspielen in London mit 60,53 m zum dritten Mal den Finaleinzug. 2013 gewann sie bei den Mittelmeerspielen in Mersin mit einem Wurf auf 61,88 m die Silbermedaille hinter der Kroatin Sandra Perković und anschließend schied sie bei den Weltmeisterschaften in Moskau mit 58,79 m in der Qualifikation aus. Im Jahr darauf siegte sie mit 57,60 m ein weiteres Mal bei den Balkan-Meisterschaften in Pitești und verpasste anschließend bei den Europameisterschaften in Zürich mit 52,21 m den Finaleinzug.
2015 scheiterte sie bei den Weltmeisterschaften in Peking mit 58,98 m in der Vorrunde und im Jahr darauf belegte sie bei den Europameisterschaften in Amsterdam mit 56,83 m den elften Platz, ehe sie bei den Olympischen Sommerspielen in Rio de Janeiro mit 57,67 m ein weiteres Mal in der Qualifikation ausschied. 2017 siegte sie mit einem Wurf auf 59,35 m bei den Balkan-Meisterschaften in Novi Pazar und verpasste anschließend bei den Weltmeisterschaften in London mit 57,78 m den Finaleinzug. Im Jahr darauf siegte sie mit 60,19 m erneut bei den Balkan-Meisterschaften in Stara Sagora und gelangte anschließend bei den Europameisterschaften in Berlin mit 58,94 m auf den sechsten Platz. 2019 scheiterte sie bei den Weltmeisterschaften in Doha mit 57,13 m in der Vorrunde und 2021 gewann sie bei den Balkan-Meisterschaften in Smederevo mit 56,30 m die Silbermedaille. Im Jahr darauf siegte sie mit 58,16 m bei den Balkan-Meisterschaften in Craiova und schied anschließend bei den Europameisterschaften in München mit 55,51 m in der Qualifikationsrunde aus.
2002 wurde Tomašević jugoslawische Meisterin im Diskuswurf und 2003 siegte sie bei den Landesmeisterschaften Serbien und Montenegros. Schließlich wurde sie in den Jahren von 2006 bis 2008 und von 2013 bis 2022 serbische Meisterin mit dem Diskus.